# Massacre da Ilha de Anhatomirim
O Massacre da Ilha de Anhatomirim foi uma série de execuções sumárias de prisioneiros da Revolução Federalista ocorridas em julho de 1894 na Ilha de Anhatomirim, no estado de Santa Catarina, Brasil. Após a rendição das forças federalistas em Desterro (atual Florianópolis), cerca de 200 prisioneiros foram levados para a Fortaleza de Santa Cruz de Anhatomirim, onde foram submetidos a julgamentos sumários por tribunais militares da Marinha do Brasil.
As ordens de execução teriam partido do então presidente Floriano Peixoto, como retaliação direta às ofensivas federalistas no sul do país e como forma de consolidar o poder central da República Velha. Entre os prisioneiros havia não apenas combatentes armados, mas também civis simpatizantes do movimento federalista, como médicos, advogados e políticos locais. Estima-se que entre 180 e 185 pessoas tenham sido executadas sem direito à ampla defesa.
Entre os fuzilados estavam diversos integrantes da elite política e intelectual catarinense, que inclui figuras de relevância regional. O massacre foi alvo de denúncias internacionais e causou forte comoção à época, embora pouco discutido em manuais escolares. O episódio é considerado um dos mais sangrentos e controversos da história política do Brasil republicano.